# NBA Jam Extreme
NBA Jam Extreme est un jeu vidéo de sport (basket-ball) développé par Sculptured Software et édité par Acclaim, sorti en 1996 sur borne d'arcade, Windows, Saturn et PlayStation.

## Accueil
- GameSpot : 6,1/10 (PS1)[1] - 4,2/10 (SAT)[2] - 4,9/10 (PC)[3]